# International Rally Championship
 (avril 2011).
Si vous disposez d'ouvrages ou d'articles de référence ou si vous connaissez des sites web de qualité traitant du thème abordé ici, merci de compléter l'article en donnant les références utiles à sa vérifiabilité et en les liant à la section « Notes et références ».
International Rally Championship  ou IRC est un jeu vidéo de course de rallye automobile sorti en 1997 sur PC, puis en 1998 sur PlayStation. Le jeu est sorti sous l'appellation Tommi Mäkinen Rally sur PlayStation sur les territoires non-francophones.
Il restera un jeu de course célèbre pour Europress après Rally Championship. Avec l'éditeur de circuits, un grand nombre de nouvelles fonctions étonnantes, des voitures supplémentaires et des décors plus attrayants, cette simulation plonge le pilote virtuel dans une atmosphère authentique du sport automobile, offrant les décors vertigineux de la Suisse, le désert d'Égypte, la jungle indonésienne, les pistes verglacées de Russie... Aux commandes d'une des neuf voitures proposées, il  doit affronter des éléments imprévisibles dans le but d'aboutir à la victoire.

## Voitures
- Renault Maxi Mégane
- Mitsubishi Lancer Evolution
- Ford Escort WRC
- Toyota Corolla WRC
- Volkswagen Golf GTI 16v
- Proton Wira
- Subaru Impreza WRC
- Skoda Felicia
- Nissan Almera GTI

## Caractéristiques
- 15 circuits internationaux
- 1 éditeur de circuit
- Une jouabilité remarquable et un réalisme surprenant pour l'époque